# Internationale Vorbereitungsklasse
Internationale Vorbereitungsklassen (IVK) sind Klassen für Schüler aus dem Ausland, die zum ersten Mal in Hamburg eine Schule besuchen und deren Kenntnisse in der deutschen Sprache für den Besuch einer Regelklasse nicht ausreichen.
Kinder und Jugendliche, die noch nicht in der lateinischen Schrift alphabetisiert sind, besuchen zunächst eine Basisklasse.
Es gibt Vorbereitungsklassen mit unterschiedlichen Schwerpunkten:
- Basisklassen in der  Primarstufe und Sekundarstufe I zur Alphabetisierung
- Internationale Vorbereitungsklassen (IVK) für die Jahrgangsstufen 3 bis 9
- Internationale Vorbereitungsklassen ESA (zweijährige Vorbereitung auf den ersten Schulabschluss) und MSA (ein- und zweijährige Vorbereitung auf den mittleren Schulabschluss)

Der Schwerpunkt liegt im Erlernen der deutschen Sprache.